# Chrysocercops neobalanocarpi
Chrysocercops neobalanocarpi là một loài bướm đêm thuộc họ Gracillariidae. Nó được tìm thấy ở Malaysia (Negeri Sembilan).
Sải cánh dài 5,3-5,5 mm.
Ấu trùng ăn Neobalanocarpus heimii. Chúng ăn lá nơi chúng làm tổ. 